# Herbert Jerichow
Herbert Peter Andreas Jerichow (født 4. juli 1889 i Vor Frue Sogn, København, død 17. august 1967 i Gentofte) var en dansk jurist, bryggeridirektør og modstandsmand. 
Herbert Jerichow tog studentereksamen fra Metropolitanskolen i 1907 og gennemførte i 1913 juridisk embedseksamen ved Københavns Universitet. Han blev fra 1913 ansat i Landmandsbanken, men rejste allerede året efter til Hamborg, hvor han fortsatte sin uddannelse i et bankierfirma. Da 1. verdenskrig brød ud, rejste han til London og arbejdede for britiske banker. I 1921 blev han direktør for The Continental & Oversea Trading Co. Ltd. i Paris, et datterselskab af Landmandsbanken. Under hans ophold blev der arrangeret en kunstindistriudstilling. Han blev generalsekretær for udstillingens danske sekretariat og kom her i kontakt med bryggeridirektør Benny Dessau.
I 1925 vendte han hjem til Danmark og blev direktør for Gyldendal, hvor han var med til at udgive Tom Kristensens gennembrudsroman Hærværk i 1930. Han stod i spidsen for forlaget til 1931, hvor han på Benny Dessaus opfordring indtrådte i direktionen for De forenede Bryggerier, først som leder af Kongens Bryghus. Ved Dessuas død blev han i 1937 administrerende direktør for det, der senere blev kendt som Tuborg. Han fortsatte her til udgangen af 1959, hvor han lod sig pensionere.
Under 2. verdenskrig ydede han støtte til illegalt bladarbejde og rutetrafik og måtte derfor gå under jorden. Han flygtede i juli 1944 til Sverige. Efter krigen stod han i spidsen for bryggeriernes arbejde med modernisering, rationalisering og intensiveret salgsarbejde og fik midler fra Marshallhjælpen til at foretage nye investeringer i Tuborg.
Fra 1946-1959 var han formand for Bryggeriforeningen og fra 1947-1960 tillige formand for statens eksportkreditudvalg. Derudover var han formand for Dansk-Engelsk Selskab.
Privat var han gift tre gange: Første gang i 1914 i med Ninni Heyerdahl, der døde i 1924, anden gang i 1925 i Paris med Benny Deassus datter, Eva Dessau, som han blev skilt fra i 1939 og tredje gang i 1941 med Grethe Inger Bjerregaard.
Herbert Jerichow blev ridder af Dannebrog i 1939, fik Dannebrogordenens Hæderstegn i 1947, blev kommandør af Dannebrog i 1954 og kommandør af 1. grad af Dannebrog i 1960.
Han er begravet på Gentofte Kirkegård.